# І Бог створив жінку (фільм, 1956)
«І Бог створив жінку» (фр. Et Dieu… créa la femme) — французький драматичний фільм 1956 р. за участю Бріжіт Бардо, Курда Юргенса, Жана-Луї Трентіньяна і Крістіана Маркана. Режисерський дебют Роже Вадима.
Ця стрічка принесла всесвітню популярність Бріжіт Бардо й зробила її секс-символом 1950-х років. Багато критиків та істориків вважають, що фільм розсунув рамки дозволеного в зображенні жіночої сексуальності на екрані й став провісником сексуальної революції 1960-х років.

## Сюжет
Жюльєт Арді (Бріжіт Бардо)  — вісімнадцятирічна сирота, приваблива, зухвала й сексуально розкута дівчина, що «дуже любить веселе життя» й має погану репутацію у своєму місті. Протягом всієї картини вона ходить босоніж (виклик умовностям). Вона живе у Сен-Тропе зі своїми опікунами, літньою парою.
Жюльєт закохується у хлопця на ім'я Антуан Тардьє (Крістіан Маркан), якого знала ще до його від'їзду в інше місто на заробітки. Одночасно вона привертає увагу літнього багатого бізнесмена Еріка Карадіна (Курд Юргенс), котрий сподівається, що дівчина розпалить у ньому вогонь молодості. У планах Еріка також будівництво казино на березі Сен-Тропе — але частину потрібної території займає верф родини Тардьє, які навідріз відмовляються продати йому свою землю, хоч які гроші він їм пропонує.
Жюльєт зустрічається із Антуаном на місцевих танцях. У цей же вечір вона випадково підслухує, як Антуан говорить приятелеві, що хоче лише переспати з Жюльєт і кинути її, тому що має намір завести роман з дочкою свого начальника. Жюльєт демонстративно йде на яхту до Еріка, сподіваючись викликати ревнощі в Антуана. Коли вона повертається на берег, Антуан просить її провести з ним ніч, і тоді він вранці забере її із собою до міста, де працює. Жюльєт відмовляється кохатися з ним, але говорить, що чекатиме на нього на дорозі вранці.
Коли дівчина повертається пізно вночі додому, розлючена опікунка заявляє, що їй набридли витівки Жюльєт, і вона надіслала листа у дитячий притулок із проханням забрати її назад. Рано вранці Жюльєт збирає свої речі й іде на трасу чекати автобуса, що на прохання Антуана, повинен зупинитися й підібрати її. Однак, всупереч домовленості, Антуан проїжджає повз неї. Розчарована дівчина повертається додому.
Незабаром з'являється жінка з притулку. Жюльєт загрожує пробути там аж до 21 року, і врятувати її від цього може або інше вдочеріння, або шлюб. Карадін розповідає про це братам Тардьє, сподіваючись, що хтось з них захоче допомогти дівчині залишитися в місті. Антуан сприймає це зі сарказмом. Але його молодший брат, юний боязкий Мішель (Жан-Луї Трентіньян), потайки закоханий у Жюльєт, пропонує їй негайно одружитися, — попри протести матері й застереження знайомих. Після деяких сумнівів вона погоджується, хоча ще не забула Антуана.
На весілля, на превеликий жаль Жюльєт, прибуває Антуан. Дорогою з церкви Мішель вплутується в бійку — один з місцевих хлопців привселюдно висміяв його, натякаючи на майбутню невірність Жюльєт. Повернувшись додому, Жюльєт і Мішель ідуть прямо в спальню. Замість того, щоб подбати про потерпілого чоловіка, вона дражнить його, і вони кохаються, у той час як вся родина з гостями сидить за святковим столом. Під час обіду Жюльєт спускається вниз у халаті, не звертаючи уваги на присутніх, накладає собі повну тацю їжі й знову йде нагору. Коли в неї запитують про чоловіка, вона заявляє, що «подбає про нього».
Жюльєт «намагається полюбити» Мішеля й бути йому гарною дружиною. Однак незабаром їхній шлюб зазнає суворого випробування.
Зустрівшись знову з Еріком, вона радить йому запропонувати родині Тардьє не просто гроші за землю, а частку у своєму судноремонтному підприємстві. Цього разу мадам Тардьє із синами погоджуються — за умови, що керувати роботою буде Антуан. Він залишає свою роботу й повертається в Сен-Тропе працювати на Карадіна — на жах Жюльєт. Для них виявляється непросто жити в одному будинку — Антуан божеволіє від ревнощів, а Жюльєт, як і раніше, тягне до нього, і змішані почуття мучать її.
Коли Мішель їде до Марселю у справах, Жюльєт пливе на морську прогулянку на одному з їхніх моторних човнів. Човен раптово спалахує, і її рятує Антуан. Припливши на пустельний берег, Жюльєт, не в силах стримати пристрасть, віддається йому там сама. Антуан негайно про все розповідає матері, обвинувачуючи Жюльєт у тому, що вона його спокусила. Коли Мішель повертається додому, він дізнається про зраду дружини від матері. Родичі намагаються переконати його розлучитися з безпутною жінкою.
Тим часом Жюльєт, яку гризуть докори сумління, тікає з дому та йде в бар, де напивається й починає завзято танцювати з африканським ансамблем. Мішель влаштовує бійку з Антуаном, який не дає йому вийти з дому, і йде вимагати пояснень у дружини. П'яна Жюльєт відмовляється розмовляти з ним і продовжує танцювати. Тоді він дістає пістолет, щоб застрелити її, але, замість цього, ранить Еріка, що у той момент був у барі. Коли Антуан відвозить його на машині до лікаря, той переконує його переїхати працювати у філію в іншому місті, щоб не бути причиною розбрату між молодятами. Він вважає, що згодом Мішель зможе «приборкати» дружину, і їхнє сімейне життя налагодиться. У цей час у барі Мішель протвережує Жюльєт ляпасами, і вони вдвох повертаються додому.

## У ролях
- Бріжіт Бардо — Жюльєт Арді
- Курд Юрґенс — Ерік Карадін
- Жан-Луї Трентіньян — Мішель Тардьє
- Крістіан Маркан — Антуан Тардьє
- Марі Глорі — мадам Тардьє

## Історія створення

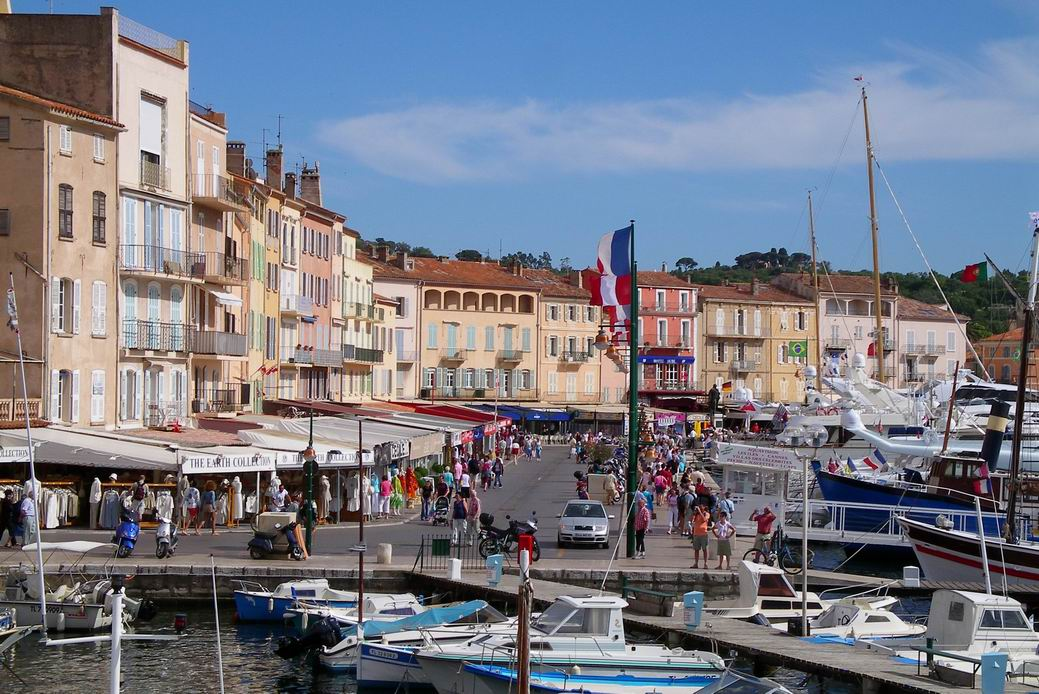
Порт міста Сен-Тропе, де відбувалося знімання фільму.

Бріжіт Бардо почала кінокар'єру в 1952 і за 4 роки знялася в 16 фільмах — легких комедіях, мелодрамах, історичних фільмах. Здебільшого це були ролі другого плану.
У 1950-х французькі актори й режисери нової хвилі мали величезний міжнародний успіх, і чоловік Бардо, режисер Роже Вадим, вважав, що вона заслуговує на більшу увагу. У нього дозріла ідея зняти дружину у своєму власному фільмі, у якому б повною мірою виявилися її природна сексуальність і чуттєвість. До того ж, за його задумом, фільм повинен був розсунути жорсткі рамки моральних засад і зробив революцію у світі кіно та за його межами. На його думку, «на той час публіка вже дозріла сприйняти щось монументальне за своєю значущістю».
Він почав роботу над сценарієм для майбутнього фільму, і написав для Бардо роль, для виконання якої їй не треба було грати, а просто залишатися самою собою. Адже, на його думку, Бріжіт вистачило би лише бути собою, щоб стати зіркою.
Одним із джерел натхнення для нього була скандальна історія з газет про дівчину, яка була коханкою трьох братів і вбила одного з них. Він також дізнався, що Бардо, яка у той час знімалася в Італії, зрадила його з італійським гітаристом. Тож тема подружньої невірності й сексуальної розбещеності стала центральною у сценарії фільму.
Продюсер Рауль Леві підтримав Вадима й погодився зробити його режисером фільму. Він звернувся в компанію Columbia Pictures, і тамтешні керівники виявили зацікавленість проєктом, однак були проти того, щоб нікому не відомий Роже Вадим був режисером. Крім того, в акторському складі не було жодної справжньої зірки, яка забезпечила б фільму комерційний успіх.
Тоді Леві з Вадимом звернулися до знаменитого німецького актора Курда Юргенса, хоча той був зайнятий на інших зйомках. Вони нашвидко склали для нього роль, і їм вдалося вмовити актора взяти участь у фільмі — зокрема, його привабила нагода провести пару тижнів у курортному місті Сен-Тропе, де повинні були йти зйомки. У фільмі також були задіяні молодий актор Жан-Луї Трентіньян і друг Вадима Крістіан Маркан. Фільму був цей заголовок: «І Бог створив жінку». Знімання картини відбувалося у травні-червні 1956 року в Сан-Тропе й павільйонах студії «Вікторин» у Ніцці. Робота йшла швидко — Юргенс був у розпорядженні Вадима менш ніж на 2 тижні, а сцени з Бардо він знімав за 1-2 дубля, вважаючи, що з кожним новим дублем вона втрачає свою природність. Сцени з Юргенсом не були закінчені, коли йому вже треба було виїхати на знімання іншого фільму. Тому Вадим вирішив скоротити сцени за його участю й «відправив» його героя в морську подорож усередині картини.
До 5 липня 1956 року фільм був повністю знятий, відредагований, змонтований й озвучений. Сама Бардо назвала знімання фільму найкращим у своєму житті, бо вона «не грала, а жила». Під час роботи вона закохалася у Жана-Луї Трентіньяна, і це привело до розірвання шлюбу із Вадимом. На його думку, це було неминуче, бо їхні відносини вже давно стали лише дружніми. Попри розлучення, вони залишилися добрими друзями, і надалі він зняв колишню дружину в кількох своїх інших картинах.

## Випуск, реакція критиків і глядачів
Прем'єра картини відбулася 28 листопада 1956 року на Єлисейських полях. Відгуки французьких критиків були вкрай негативними — фільм був названий аморальним, Бардо — позбавленою будь-якого таланту, а один з журналістів заявив, що «Вадим підсуває глядачам порнографію». Зокрема критиків і глядачів шокували зухвала поведінка й сексуальна розбещеність головної героїні. Найбільші суперечки викликав епізод на самому початку фільму, де вона засмагає оголеною, лежачи на животі, і кульмінаційна сцена з диким танцем головної героїні — яку надалі деякі критики називали однією із найеротичніших в історії кіно. На подібну відвертість ще не наважився ані американський, ані європейський кінематограф. У консервативному Голлівуді популярними були акторки на кшталт Дорис Дей, а коли Джейн Рассел з'явилася у відкритому костюмі з оголеним животом у комедії «Французька лінія», це викликало скандал.
Касові збори картини у Франції склали менш за 50 мільйонів старих франків, і фільм зняли з прокату.
12 березня 1957 року фільм був вперше показаний у Лондоні. Щоб уникнути гніву клерикалів, назву було змінено на «І створена була… жінка», а деякі сцени вирізані. Англійські журналісти були сприятливіші до фільму.
Оглядачі газети «Обсервер» назвали екранний образ Бардо «егоїстичною злочинницею, наділеною свіжістю, чарівністю і дещицею авантюризму, аморальною, але не здатною на навмисну жорстокість». На їхню думку, вона не вписувалася в жодну із традиційних категорій кіногероїнь.
У США прем'єра фільму відбулася у листопаді 1957 року. Картина стала дійсною сенсацією, адже американці вперше одержали можливість побачити абсолютно оголене тіло на екрані великим планом. Глядачі йшли на показ фільму нескінченною чергою. За перші дев'ять тижнів демонстрації фільму в США він побив усі касові збори Парижа, і став першим французьким фільмом, що випередив за популярністю голлівудську кінопродукцію. У деяких містах картина приносила прокатникам удвічі більший прибуток, аніж популярна кінокомедія «Навколо світу за 80 днів». Виник попит і на ранні фільми за участю Бардо, навіть ті, що були відверто невдалими. Врешті касові збори фільму склали більш за 4 мільйонів доларів, що за розрахунками однієї французької газети рівнялося експорту 2500 автомобілів «дофін». Через це французький уряд офіційно заявив, що Бардо зробила значний внесок у зовнішньоторговельний баланс Франції.
Величезний успіх фільму мав і зворотну сторону. Католицька церква й деякі громадські організації США категорично засудили фільм. Священики назвали картину «замахом на кожну жінку нашого суспільства, живу або мертву, на наших матерів, сестер, дружин і дочок». У всій країні дедалі голосніше лунали вимоги заборонити фільм. У Філадельфії детективи конфіскували плівки із записом картини в місцевих кінотеатрів. У Далласі, штат Техас, шеф місцевої поліції заборонив чорношкірому населенню міста дивитися фільм, уважаючи, що картина буде мати на них збудливий вплив, що, у свою чергу, може спричинити вуличні безладдя. У Мемфісі, штат Теннессі, показ фільму був заборонений, а впливове жіноче угруповання заявило, щоб Бардо навіть не сміла з'являтися в їхньому місті. ФБР надалі завело досьє на Бардо.
При цьому, група студентів Принстонського університету неофіційно надала Бардо ступінь доктора філософії й магістра фізичного виховання.